# البائكة الجنوبية

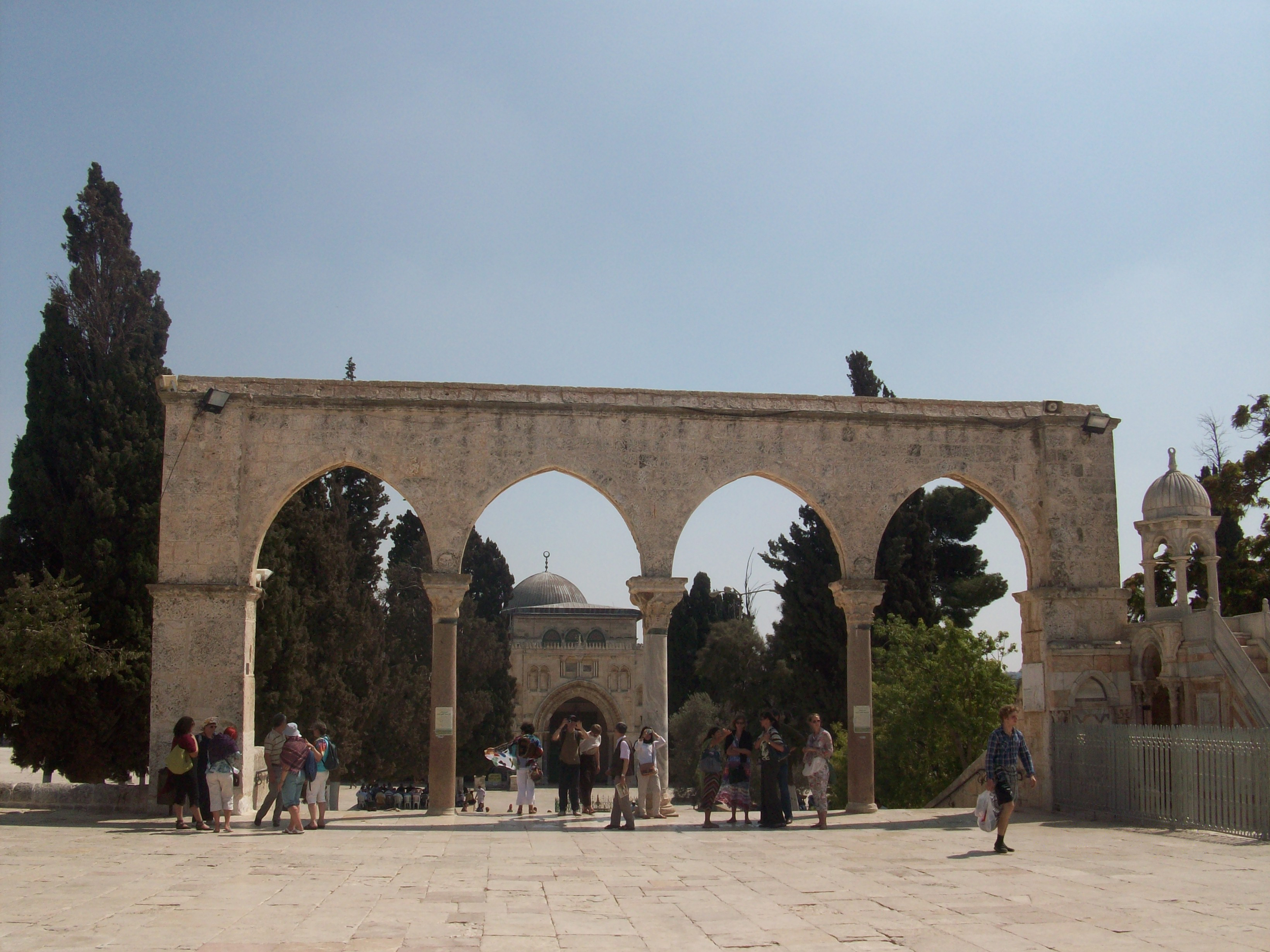
البائكة الجنوبية

البائكة الجنوبية، انشئت هذه البائكة في العصر العبـاسي، ثم جددت في العصر الفاطمي. كما جددت في العصر العثماني ، في عهد السلطان عبد الحميد الثاني، في 1311 هـ - 1893 م. باشرت لجنة إعمار المسجد الأقصى بإصلاحها وترميمها عام 1982. وتتكون هذه البائكة من دعامتين حجريتين، وبينهما ثلاثة أعمدة رخامية تعلوها أقواس حجرية مديبة الشكل. وتوجد مزولة شمسية للتوقيت في منتصف واجهتها الجنوبية فوق العمود الأوسط.
وهي من عمل المهندس رشدي الإمام، مهندس المجلس الإسلامي الاعلى، وكان ذلك في سنة 1907.